# Фишер, Джоэли
Джоэли Фишер (англ. Joely Fisher; род. 29 октября 1967, Бербанк, Калифорния) — американская актриса кино и телевидения, кинорежиссёр и кинопродюсер. Наиболее известна по ролям Пейдж Кларк в ситкоме «Эллен» и Джой Старк в телесериале «Долго и счастливо».

## Ранние годы
Родилась в Бербанке, Калифорния, в семье певца Эдди Фишера и актрисы Конни Стивенс. У неё есть сестра, актриса Триша Ли Фишер. Фишер является единокровной сестрой актрисы Кэрри Фишер (1956—2016) и Тодда Фишера. Её родители развелись, когда ей было два года, и Джоэли воспитывалась матерью.
С семи лет начала выступать на сцене в Лас-Вегасе. Гастролируя, она и сестра Триша, сменили множество школ. Позже она посещала среднюю школу Беверли-Хиллз. После окончания школы поступила в Сорбонну, но проучилась там один семестр. Она поехала в Нью-Йорк, чтобы помириться с отцом. Фишер поступила в колледж Эмерсон, но бросила, чтобы начать актёрскую карьеру.
В 1992 году на вручении премии Золотой глобус получила звание «Мисс „Золотой глобус“».

## Карьера
В 1986 году получила первую роль в комедии «Большая умница», в котором снималась её сестра Триша. В 1991 году сыграла Крис в телевизионной драме «Посвятить одной любви». Затем она появилась в фильме «Я согласен на всё». Также, Фишер была приглашённой актрисой в таких телешоу, как «Растущая боль», «Расцвет», «Каролина в городе», «За гранью возможного», «Грейс в огне» и «Тренер».
В 1994 году Фишер получила роль Пейдж Кларк в ситкоме «Эллен». В сериале она снималась до 1998 года. В этом же году она была номинирована на премию Золотой глобус. В 1999 году Фишер сыграла доктора Бренду Бредфорд в фильме «Инспектор Гаджет», с Мэттью Бродериком в главной роли. Также, в 1994 году в Бродвейском театре Фишер сыграла дебютную роль в мюзикле «Жир». В 1998 году на Бродвее она появилась в мюзикле «Кабаре».
С 2003 по 2005 год Фишер играла Зои Бизьек в комедийном сериале «Дикая карта». После этого, она сыграла роль Нины Флетчер, начальницы Линетт, в сериале «Отчаянные домохозяйки». С 2006 по 2010 год Фишер снималась в ситкоме «Долго и счастливо».

## Личная жизнь
Джоэли Фишер состоит в браке с оператором Кристофером Дадди (с 31 декабря 1996 года). Имеют двух дочерей: Скайлар Грейс (род. 14 июня 2001 года) и Трю Харлоу (род. 2 февраля 2006 года). В сентябре 2008 года пара удочерила девочку, названную Оливией Луной Фишер-Дадди. Фишер является мачехой двоих сыновей Дадди, Кэмерона и Колина. Семья проживает в Лос-Анджелесе, рядом с сестрой Джоэли, Тришой. Сёстры очень близки.
Осенью 2008 года Фишер стала послом международной организации «Save the Children». Она поехала в Шаи-Шаи, Мозамбик, чтобы посетить детей, являющихся частью программы спонсорства.

## Избранная фильмография
| Год       |     | Русское название                | Оригинальное название                       | Роль                         |
| --------- | --- | ------------------------------- | ------------------------------------------- | ---------------------------- |
| 1987      | ф   | Большая умница                  | Pretty Smart                                | Эйверил                      |
| 1989      | с   | —                               | Starting from Scratch                       | Сильвия                      |
| 1989      | с   | Нечто из другого мира           | Something Is Out There                      | Лиэнн Хили                   |
| 1990      | тф  | —                               | Mulberry Street                             | Розали                       |
| 1990      | с   | Проблемы роста                  | Growing Pains                               | Салли Гарнер                 |
| 1991      | с   | Блоссом                         | Blossom                                     | Бэмби                        |
| 1991      | с   | CBS Особенные школьные каникулы | CBS Schoolbreak Special                     | Крис Стоун                   |
| 1993      | с   | Золотой дворец                  | The Golden Palace                           | Пола Уэбб                    |
| 1994      | ф   | Я сделаю все                    | I’ll Do Anything                            | женщина                      |
| 1994      | с   | Золотой дворец                  | The Golden Palace                           | н/д                          |
| 1994      | ф   | Маска                           | The Mask                                    | Мэгги                        |
| 1994      | тф  | Спутник жизни                   | The Companion                               | Стейси                       |
| 1994      | ф   | Рождество психов                | Mixed Nuts                                  | Сьюзан                       |
| 1994—1998 | с   | Эллен                           | Ellen                                       | Пейдж Кларк                  |
| 1996      | с   | Шоу Дейны Карви                 | The Dana Carvey Show                        | Пейдж Кларк                  |
| 1996      | с   | Каролина в Нью-Йорке            | Caroline in the City                        | Джилл                        |
| 1996      | с   | За гранью возможного            | The Outer Limits                            | Эми                          |
| 1996—1998 | мс  | Супермен                        | Superman: The Animated Series               | Лана Лэнг                    |
| 1997      | тф  | Совращение в маленьком городе   | Seduction in a Small Town                   | Сэнди Барлоу                 |
| 1997      | с   | Шоу Дрю Кэри                    | The Drew Carey Show                         | Пейдж Кларк                  |
| 1997      | с   | Тренер                          | Coach                                       | Пейдж                        |
| 1997      | с   | Грейс в огне                    | Grace Under Fire                            | Пейдж Кларк                  |
| 1997      | тф  | —                               | Jitters                                     | Рита Домино                  |
| 1997      | ф   | Семейный план                   | Family Plan                                 | Лорен Осборн                 |
| 1998      | тф  | Идеальная жертва                | Perfect Prey                                | Элизабет Крейн               |
| 1998      | тф  | Смертельный вирус               | Thirst                                      | Сьюзан Миллер                |
| 1998      | с   | —                               | In the Loop                                 | н/д                          |
| 1998      | тф  | —                               | Icebergs: The Secret Life of a Refrigerator | н/д                          |
| 1999      | тф  | —                               | Love American Style                         | Джинни                       |
| 1999      | тф  | Сюрприз для папаши              | Coming Unglued                              | Лора Хартвуд                 |
| 1999      | тф  | Пленница райских кущ            | Kidnapped in Paradise                       | Бет Эмерсон                  |
| 1999      | ф   | Инспектор Гаджет                | Inspector Gadget                            | Бренда Брэдфорд / Робобренда |
| 2000      | ф   | Проект «Нострадамус»            | Nostradamus                                 | Люси Хадсон                  |
| 2000      | с   | Гросс Поинт                     | Grosse Pointe                               | Хоуп Ластиг                  |
| 2000      | с   | Гетеросексуальный, Огайо        | Normal, Ohio                                | Памела Тереза Гэмбл-Миллер   |
| 2001      | с   | Дэнни                           | Danny                                       | Молли                        |
| 2002—2003 | с   | —                               | Baby Bob                                    | Лиззи Коллинз Спенсер        |
| 2003—2005 | с   | Счастливая карта                | Wild Card                                   | Зои Бьюсик                   |
| 2005      | ф   | Рогатка                         | Slingshot                                   | Эмма                         |
| 2005      | с   | Отчаянные домохозяйки           | Desperate Housewives                        | Нина Флетчер                 |
| 2005      | тф  | —                               | Fertile Ground                              | доктор Джейми Новак          |
| 2006—2010 | с   | Долго и счастливо               | Til Death                                   | Джой Старк                   |
| 2007      | ф   | Клуб «Кошечка»                  | Cougar Club                                 | Лулу                         |
| 2007      | кор | Убивая маминого парня           | Murdering Mama’s Boy                        | Клэр                         |
| 2009      | ф   | Ты                              | You                                         | Кимберли                     |
| 2011      | с   | Волшебники из Вэйверли Плэйс    | Wizards of Waverly Place                    | Мег Робинсон                 |
| 2012      | тф  | Купидон                         | Cupid, Inc.                                 | Ив Лавитт                    |
| 2014      | тф  | —                               | Fatal Acquittal                             | Кэссиди Миллер               |
| 2014      | кор | —                               | Happy Anniversary Honey                     | Джилл                        |
| 2014—2016 | с   | Последний настоящий мужчина     | Last Man Standing                           | Мег Робинсон                 |
| 2015      | с   | —                               | Rock in a Hard Place                        | доктор Дебби                 |
| 2016      | с   | Скорпион                        | Scorpion                                    | Лоррейн                      |
| 2016      | ф   | Поиск сети                      | Search Engines                              | Джуди                        |
| 2016      | ф   | Комната разочарований           | The Disappointments Room                    | психиатр                     |
| 2016      | с   | Американская семейка            | Modern Family                               | Мэгги Брейтуэйт              |
| 2017      | ф   | Племена Палос Вердес            | The Tribes of Palos Verdes                  | Джанет                       |
| 2018      | с   | Пожарная часть 19               | Station 19                                  | Дениз                        |
| 2019      | ф   | —                               | Fall Girls                                  | Симон Уэллингтон             |
| 2019      | с   | 9-1-1                           | 9-1-1                                       | сестра Мойры                 |